# Gallirallus
Genre
Le genre Gallirallus regroupe plusieurs espèces d'oiseaux appartenant à la famille des Rallidae.

## Liste des espèces
D'après la classification de référence (version 15.1, 2025) du Congrès ornithologique international (ordre phylogénique) :
- Gallirallus australis – Râle wéka